# Hans Sundström
Hans Fredrik Sundström, född 12 januari 1845 i Sankt Nikolai församling i Stockholm, död 16 juni 1909 i Stockholm, var en svensk grosshandlare.
Hans Sundström tillhörde släkten Sundström (från Harg) och var son till klädeshandlaren Carl Gustaf Sundström och Theresia Christina Gustava Ekorn. Han blev student vid Uppsala universitet 1862, tog examen till rättegångsverken 1870 och blev extra ordinarie notarie i Svea hovrätt samma år. År 1874 blev han innehavare av grosshandelsaffär i Stockholm. Han var styrelseledamot i Industrikreditaktiebolaget 1896–1907, jourhavande direktör i aktiebolaget Göteborgssystemet i Stockholm från 1898. Han var också politiskt verksam och satt i stadsfullmäktige 1881–1905 samt var ledamot i Drätselnämnden 1887–1895 och i Stockholms handels- och sjöfartsnämnd 1896–1901. Han var ledamot i styrelsen för Skandinaviska Kreditaktiebolaget från 1907.
Hans Sundström var från 1873 gift med Anna Gustava Fris (1852–1943) och fick barnen Kurt Gustav (född 1876), Nils Ragnar (född 1877), Per Birger (född 1882), Hans Einar (född 1885) och Greta Ekman, som gifte sig med skådespelaren Gösta Ekman den äldre och blev mor till skådespelaren och filmregissören Hasse Ekman.